# Tijana Dapčević
Tijana Dapčević makedonsky Тијана Дапчевиќ srbsky Тијана Дапчевић [tǐjana dâptʃeʋitɕ] (* 3. února 1976 Skopje, SR Makedonie, Socialistická federativní republika Jugoslávie, dnešní Severní Makedonie) také známá jan jako Tijana je slavná popová zpěvačka vystupující hlavně v Srbsku, kde je jako zpěvačka populárnější než ve své rodné zemi.

## Kariéra

### Před Eurovision Song Contest
Jeden z hitů "Sve je isto, samo njega nema" obsahuje všechny bývalé jugoslávské jazyky: srbštinu, bosenštinu, chorvatštinu, slovinštinu a makedonštinu.
V roce 2002 vyhrála festival Sunčane Skale ve městě Herceg Novi s písní "Negativ", kterou složil Darko Dimitrov a je obsažena na jejím 2. studiovém albu stejného jména. Také v roce 2006 vyhrála 1. místo na "Serbian Radio Festival-Feras" s písní "Julijana".
Během národního kola Evropesma, v roce 2006 se umístila na 8. pozici se ziskem 27 bodů s píní "Greh". "Greh" je obsažen na 4. albu Žute minute, který byl vydán v létě 2007.

### Eurovision Song Contest 2014
Tijana bude reprezentovat Severní Makedonii na Eurovision Song Contest 2014 v Dánsku s písní "To the Sky".

## Osobní život
Tijana se narodila makedonskému otci Velku Todevskemu a srbské matce původem z Bosny a Hercegoviny, Brance. Má mladší sestru Tamaru a je vdaná za srbského podnikatele Milana Dapčeviće. Žije v hlavním městě Srbska, Bělehradě.

## Diskografie
Do dnešní dne vydala 5 alb
- 1. Kao da.. (2000)
- 2. Negativ (2002)
- 3. Zemlja mojih snova (2004)
- 4. Žuta minuta (2007)
- 5. Muzika (2010)